# Anger Kogel
Anger Kogel är ett berg i Österrike.   Det ligger i distriktet Liezen och förbundslandet Steiermark, i den centrala delen av landet, 170 kilometer väster om huvudstaden Wien. Toppen på Anger Kogel är 2 114 meter över havet, eller 295 meter över den omgivande terrängen. Bredden vid basen är 3,7 km. Anger Kogel ingår i Totes Gebirge.
Terrängen runt Anger Kogel är bergig norrut, men söderut är den kuperad. Närmaste större samhälle är Liezen, 5,3 kilometer söder om Anger Kogel. 
I omgivningarna runt Anger Kogel växer i huvudsak blandskog. Runt Anger Kogel är det ganska glesbefolkat, med 25 invånare per kvadratkilometer.